# Ptilinopus alligator
El tilopo del Alligator o tilopo de Aligátor (Ptilinopus alligator) es una especie de ave columbiforme (el río Alligator también se escribe Aligátor en español) de la familia Columbidae endémica del norte de Australia, restringida al norte del Top End. Anteriormente se consideraba una subespecie del tilopo dorsinegro.